# Astyages

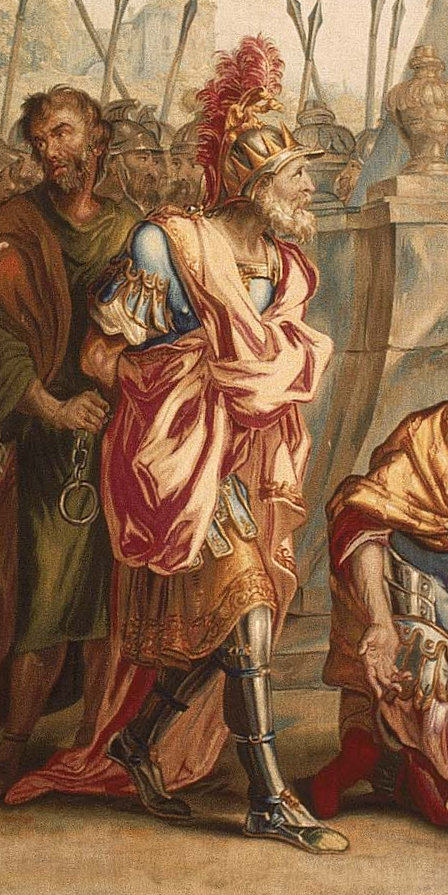
Astyages onderwerpt zich aan Cyrus (detail wandtapijt ontworpen door Maximilien de Haese)

Het Medische rijk ten tijde van Astyages.

Astyages (in het Perzisch: ایشتوویگو (Ishtovigu)), was de laatste koning van de Meden. Hij regeerde van 585 tot 550 v.Chr.. Hoewel Herodotus het heeft over een verenigd rijk der Meden, wordt dit tegenwoordig sterk betwijfeld, omdat archeologische aanwijzingen ontbreken en omdat het verhaal van Herodotus niet overeenkomt met Assyrische en Nieuw-Babylonische bronnen. Zijn Babylonische naam is Istumegu.
Astyages volgde zijn vader Cyaxares op kort na de oorlog tegen de Lydiërs. Hij huwde met Aryenis, de zuster van de Lydische koning Croesus, om de vrede tussen de twee rijken te bezegelen. Doordat zijn zuster, Amytes, gehuwd was met de Babylonische koning Nebukadnezar II was hij de zwager van de koningen van de beide grootmachten in het Nabije Oosten. Zijn regering werd gekenmerkt door de opkomst van het zoroastrianisme.
Cyrus regeerde vanaf 559 v.Chr. als koning van de Perzen. Herodotus stelde dat Cyrus tot dan een vazal was van de Meden, maar in Babylonische bronnen wordt juist gesteld dat Astyages optrok tegen de Perzen, maar dat zijn troepen in opstand kwamen en overliepen naar Cyrus. Hoe dan ook, in 550 v.Chr. had Cyrus alle Meden aan zich onderworpen.

## Herodotus
Herodotus vertelt hoe Astyages in een droom te horen kreeg dat zijn dochter Mandane een zoon zou baren die zijn rijk te gronde zou richten. Hij regelde daarop een huwelijk tussen zijn dochter en zijn trouwe Perzische vazal Cambyses I van Anshan. Toen het koppel een zoon kreeg gaf hij zijn generaal Harpagus het bevel de jongen te doden. Deze verwisselde de jongen met het doodgeboren kind van een herderspaar. De jongen groeide op bij de herder en werd gespaard toen hij als tienjarige jongen naar het hof kwam. Harpagus kreeg als straf zijn eigen zoon gepresenteerd op een banket. Toen de jongen als Cyrus in opstand kwam tegen zijn grootvader koos de generaal zijn zijde.